# Cisticola pipiens
Cisticola pipiens là một loài chim trong họ Cisticolidae.